# Зубковська Оксана Володимирівна
Зубковська Оксана Володимирівна  (нар. 15 липня 1981) — українська легкоатлетка, Заслужений майстер спорту України. Рекордсменка світу в стрибках у довжину серед спортсменів з вадами зору. П'ятиразова паралімпійська чемпіонка: 2008 року в Пекіні, 2012 — в Лондоні, 2016 — в Ріо-де-Жанейро, 2020 — в Токіо та 2024 — в Парижі. Шестиразова чемпіонка світу в стрибках у довжину серед паралімпійців: 2007 року в Бразилії, 2011 в Туреччині, 2013 року у Франції, 2015, 2017 та 2019. Срібна призерка з бігу на 100 м чемпіонату світу серед паралімпійців 2011 року в Туреччині.
Займається легкою атлетикою в Київському міському центрі «Інваспорт».

## Спортивна кар'єра

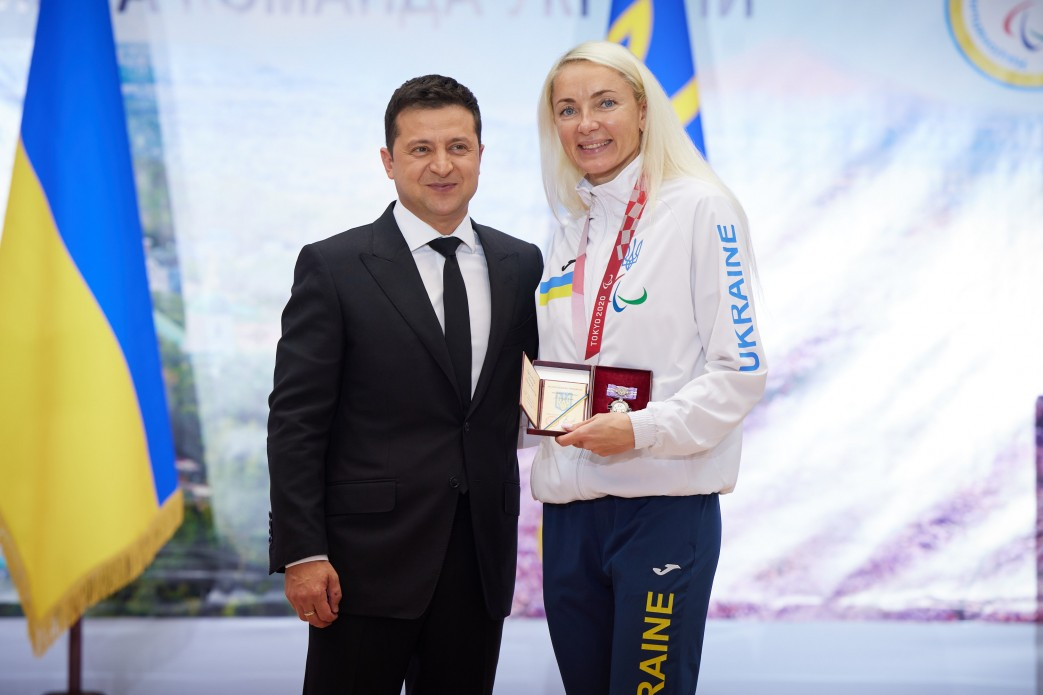
Оксана Зубковська з Володимиром Зеленським під час зустрічі Президента України зі спортсменами української збірної — призерами XVI літніх Паралімпійських ігор 17 вересня 2021

### Чемпіонат світу 2019
На Чемпіонат світу з легкої атлетики, що відбувався 2019 року з 7 по 15 листопада у Дубаї (Об'єднані Арабські Емірати) завоювала золоту нагороду в стрибках у довжину (Т12). Зубковська стрибнула на 5,73 м.

### Олімпіада в Парижі 2024
1 вересня 2024 року Оксана Зубковська здобула другу золоту медаль для України на Паралімпійських іграх-2024 — здобула перемогу з результатом 5,78 м. У боротьбі за перше місце Оксана Зубковська обійшла іспанку Сару Мартінес (5,40 м) та Лінду Хамрі з Алжиру (5,30 м).

## Державні нагороди
- Орден княгині Ольги ІІ ступеня — (18 вересня 2024) — За досягнення високих спортивних результатів на ХVІІ літніх Паралімпійських іграх у місті Парижі (Французька Республіка), виявлені самовідданість та волю до перемоги, утвердження міжнародного авторитету України[6]
- Орден княгині Ольги ІІІ ступеня — За значний особистий внесок у розвиток паралімпійського руху, досягнення високих спортивних результатів на XVI літніх Паралімпійських іграх у місті Токіо (Японія), виявлені самовідданість та волю до перемоги, утвердження міжнародного авторитету України[7].
- Орден «За заслуги» I ст. (4 жовтня 2016) — За досягнення високих спортивних результатів на XV літніх Паралімпійських іграх 2016 року в місті Ріо-де-Жанейро (Федеративна Республіка Бразилія), виявлені мужність, самовідданість та волю до перемоги, утвердження міжнародного авторитету України[8]
- Орден «За заслуги» II ст. (17 вересня 2012) — за досягнення високих спортивних результатів на XIV літніх Паралімпійських іграх у Лондоні, виявлені мужність, самовідданість та волю до перемоги, піднесення міжнародного авторитету України[9]
- Орден «За заслуги» III ст. (7 жовтня 2008) — за досягнення високих спортивних результатів на XIII літніх Паралімпійських іграх в Пекіні (Китайська Народна Республіка), виявлені мужність, самовідданість та волю до перемоги, піднесення міжнародного авторитету України[10]